# Рефрактор
Рефрактор је врста оптичког телескопа. Он помоћу система сочива омогућава пријемнику да прими већу количину светлости.
Од свих телескопa, он је откривен први, још у седамнаестом веку. Иако данашњи рефрактори користе доста сложенији систем сочива, принцип рада је остао исти. Телескоп рефрактор је настао од речи рефракција, која представља појаву на чијој основи овакав телескоп функционише (промена правца кретања таласа услед промене његове брзине).
Поред рефрактора, у основне типове оптичких телескопа спада и рефлектор. Разлика између ова два типа телескопа је у томе што рефлектор за сакупљање светлости уместо система сочива користи систем огледала. У последњим деценијама, за посматрање неба све се више користе телескопи катадиоптици, који за формирање слике користе комбинацију сочива и огледала.

## Историјат
Све до почетка седамнаестог века нису постојали уређаји који би помогли оку да региструје зрачење удаљених небеских тела. Након открића дурбина 1608. године у Холандији, Ханс Липершеј и његовог искоришћења за поморске сврхе, Галилеј је 1609. године дурбин применио у астрономији и започело је ново раздобље у астрономији које се назива телескопска ера. Галилеј је конструисао први телескоп и то је био управо телескоп рефрактор. Његов најбољи телескоп могао је да повећа 30 пута. Објектив је било испупчено сочиво пречника 5 cm, окулар је било издубљено сочиво, док је дужина цеви била 120 cm. Он је њиме успео да посматра фазе на Венери и четири Јупитерова месеца, и да на основу тих посматрања да прву потврду Коперниковог хелиоцентричног система.
Оптика се током седамнаестог века развила и експериментално и теоријски. Кеплер је 1611. године конструисао дурбин са оба испупчена сочива и по том принципу се и данас праве телескопи рефрактори. Грађени су телескопи различитих величина и конструкција, док је једини пријемник зрачења и даље било око. Тако је било све до пред крај деветнаестог века, када је фотографска емулзија нанета на плочу или филм проширила фреквентни опсег пријема на UV и IC област.

## Подела
Телескопи рефрактори се деле на:
- ахромате
- апохромате

Ахромати су рефрактори ограничени у величини квалитетне аперитуре коју могу да достигну, а тиме директно и у светлосној и раздвојној моћи. Разлог за то ограничење је хроматска аберација (оптичка мана због које се светосни зраци различите таласне дужине фокусирају на различитим тачкама дуж оптичке осе сочива и последица да је слика обојена неприродним бојама). Како је хроматска аберација најизраженија на рубовима, овај тип телескопа има најнижи ниво нежељене светлости у фокусеру и у близини поља слике. Ово одсуство централне опструкције даје предност у нивоу контраста у поређењу са Њутновим рефлекторима и катадиоптичким телескопима.
Осматрања овим телескопом су осредње добра због углавном дугих тубуса (цеви), а захтеви за одржавањем су минимални. Ахромати су препоручљиви за визуелна осматрања и астрофотографију.
Апохромати су рефрактори који, захваљујући употрени специјалног оптичког стакла или трећег сочива у објективу, умају око 5 пута нижи ниво хроматске аберације од ахромата. Контраст слике код ових телескопа је на највишем нивоу.
Пошто имају краћи тубус, удобност посматрања је врло добра. Визуелна посматрања помоћу апохромата су одлична, а ова врста рефрактора се посебно препоручује за астрофотографију.
Са минималном жижином даљином одређеном прихватљивим нивоом хроматизма као последице хроматске аберације, рефрактори неизбежно имају дуге телескопске цеви. Дужина цеви поставља границу за величину објектива изнад које инструмент постаје превише гломазан и непрактичан за употребу. Практична граница за ахромат је 110mm f/14, док је за апохромат 160mm f/8. Свакако да се рефрактори изграђују и са краћим жижиним даљинама и вишим нивоом хроматизма, али то значајно утиче на нижи квалитет слике.

## Принцип рада рефрактора
Сви телескопи се састоје од објектива и окулара, који се налазе на крајевима телескопске цеви, тубуса. Дужина ове цеви одређена је условом да се жижне равни објектива и окулара поклапају. Пошто је функција телескопа да сакупи што већу количину светлости и тиме оствари што светлији лик, потребно је што више повећати пречник (тј. површину) објектива. Пошто је код рефрактоа објектив систем сочива, у овом делу телескопа се слика предмета увећава. Паралелни зраци са удаљеног објекта при пролазу кроз објектив дају реалан и изврнут лик који се не може посматрати. Овај проблем се решава ако се на другом крају телескопске цеви постави систем сочива мале жижине даљине који има улогу лупе. Ако се фокус окулара поклапа са фокусом објектива, телескоп постаје афокалан, што значи да се предмет може видети, независно од растојања између ока и окулара. Ако телескоп није намењен визуелном посматрању, окулар није потребан, већ се разни прибори (фотоплоча, прорез спектографа) постављају у његову жижну раван.
Када паралелни светлосни зраци пролазе кроз конвексни комад стакла (сочиво) - објектив, оно их прелама и сједињује у жижи која се налази иза тог сочива, а у истој равни са њим. Иза жиже се налази друго сочиво - окулар, коју ту фокусирану слику увећава.

## Недостаци рефрактора и њихово смањење
Првокласан оптички систем је онај чије су аберације мање од дифракције која је неизбежна. Аберације могу бити физичке (хроматска аберација) и геометријске (сферна аберација, кома и астигматизам).
Хроматска аберација се састоји у томе да се зраци различитих боја фокусирају у различитим тачкама осе сочива. Настаје због зависности индекса преламања сочива од таласне дужине упадног зрачења. Да би се ова аберације елиминисала или бар редуковала, рефрактори имају објективе који се састоје од система сочива (ахромата) сачињених од различитих врста стакала са пажљиво изабраним индексом рефракције (крон и флинт стакла). У пракси се хроматска аберација никада потпуно не елиминише за све таласне дужине, већ се бира погодан систем сочива који редукује аберацију на минимум у спектралном интервалу у ком жели да се посматра.
Сферна аберација се манифестује тиме да жиже ивичних и централних зрака не леже у истој равни. Карактеристична је за сочива која нису идеални параболоиди.
Кома је аберација када се ликови формирани ван оптичке осе телескопа искривљују. Ова аберација расте са удаљавањем од осе и одређује горњу границу области у којој су ликови одговарајућег квалитета.
У циљу смањења и отклањања недостатака оптичких система, савремени телескопи су често комбинација сочива и огледала (катадиоптични телескопи).
Примери су Максутовљев телескоп који својим мениском (издубљеним сочивом) са сферном аберацијом компензује сферну аберацију огледала, телескоп Шмитова камера који корекционом плочом од танког стакла специјалног профила постављеном у центар кривине огледала компензује сферну аберацију огледала, и други.

## Најбољи и највећи рефрактори данас
- Велики париски изложбени телескоп из 1900. године (Great Paris Exhibition Telescope of 1900) - са пречником објектива од 125 cm је највећи телескоп рефрактор икад конструисан. Међутим, он је био конструисан само за изложбу, не и астрономска посматрања, тако да је размонтиран после изложбе.
- Телескоп у опсерваторији Јеркс (Yerkes) на Универзитету Чикаго са пречником објектива 102 cm
- Шведски соларни телескоп са пречником објектива 98 cm[9][10][11]
- Телескоп у опсерваторији Лик (Lick) на Универзитету Калифорније са пречником објектива 91 cm
- Телескоп у опсерваторији Париз са пречником објектива 83 cm
- Телескоп у Опсерваторији Пулково са пречником објектива 76 cm
- Телескоп у опсерваторији Арченхолд (Archenhold) у Берлину са пречником објектива 68 cm
- Телескоп у опсерваторији Београд (на Звездари) са пречником објектива 65 cm
- Телескоп у опсерваторији Ловел (Lowell) у Аризони са пречником објектива 61 cm